# Josip Bozanić
Josip Bozanić (Rijeka, 20 maart 1949) is een Kroatisch geestelijke en een  kardinaal van de Rooms-Katholieke Kerk.
Bozanić bezocht het kleinseminarie van Pazin. Aan de theologische faculteiten van Rijeka en Zagreb studeerde hij theologie. Hij werd op 29 juni 1975 priester gewijd en werkte vervolgens enkele jaren als pastoor. Tussen 1979 en 1985 studeerde hij in Rome, waar hij aan de Pauselijke Gregoriaanse Universiteit een graad behaalde in de dogmatische theologie en aan de Pauselijke Lateraanse Universiteit in het canoniek recht. Van 1986 tot 1989 was hij achtereenvolgens kanselier en vicaris-generaal van het bisdom Krk.
Op 10 mei 1989 werd Bozanić benoemd tot bisschop-coadjutor van Krk. Toen Karmelo Zazinović op 14 november 1989 met emeritaat ging, volgde Bozanić hem op als bisschop. Op 5 juli 1997 werd hij benoemd tot aartsbisschop van Zagreb. Hij was enige tijd voorzitter van de Kroatische bisschoppenconferentie.
Tijdens het consistorie van 21 oktober 2003 werd Bozanić kardinaal gecreëerd; hij kreeg de rang van kardinaal-priester. Zijn titelkerk werd de San Girolamo dei Croati. Bozanić nam deel aan de conclaven van 2005 en 2013.
Bozanić was enige tijd lid en vicevoorzitter van de raad van Europese Bisschoppenconferenties.
Bozanić ging op 15 april 2023 met emeritaat.
- Bibliothèque nationale de France: cb10067251j (data)
- Gemeinsame Normdatei: 138594392
- International Standard Name Identifier: 0000 0000 6150 2937
- Library of Congress Control Number: nr2003013657
- Nationale Bibliotheek van Tsjechië: js20221160641
- Virtual International Authority File: 4872964
- WorldCat: E39PBJkxK8RFqjpv3c794MR7pP